# Hainesch/Iland
Hainesch/Iland este o arie protejată (arie de protecție specială avifaunistică — SPA) din Germania întinsă pe o suprafață de 71 ha, integral pe uscat.

## Localizare
Centrul sitului Hainesch/Iland este situat la coordonatele 53°39′58″N 10°07′01″E / 53.6661°N 10.1169°E.

## Înființare
Situl Hainesch/Iland a fost declarat arie de protecție specială avifaunistică în septembrie 1983 pentru a proteja 5 specii de animale.

## Biodiversitate
Situată în ecoregiunea atlantică, aria protejată nu include niciun habitat protejat.
La baza desemnării sitului se află mai multe specii protejate de  păsări (5): pescăruș albastru (Alcedo atthis), cristeiul de câmp (Crex crex), ciocănitoarea de stejar (Dendrocopos medius), muscar negru (Ficedula hypoleuca), Rallus aquaticus aquaticus.